# 日本の企業一覧 (海運)
日本の企業一覧(海運)（にほんのきぎょういちらん かいうん）は、海運事業を主たる業務とする日本の企業の一覧である。
- 日本郵船（東証プライム・9101）
- 商船三井（東証プライム・9104）
- 川崎汽船（東証プライム・9107）

上記の大手三社を「三大海運会社」と呼ぶことが多い。

## あ行
- 伊勢湾海運
- イースタン・カーライナー
- 飯野海運（東証プライム・9119）
- 乾汽船（東証スタンダード・9308）
- 宇徳
- 上野トランステック
- エッソ海運
- NSユナイテッド海運（東証プライム・9110）
  - NSユナイテッド内航海運（JASDAQ・9180）
- NX海運
- ENEOSオーシャン
- NYKバルク・プロジェクト貨物輸送
- 大阪岡崎運輸（沖縄航路）
- オーシャントランス

## か行
- 加藤汽船
- 川崎近海汽船（東証スタンダード・9179）
- 関光汽船
- 神原汽船
- 九州郵船
- 共栄タンカー（東証スタンダード・9130）
- 協和海運
- 栗林商船（東証スタンダード・9171）
- 後藤回漕店

## さ行
- 佐渡汽船（東証スタンダード・9176）
- 三光汽船
- 志摩マリンレジャー
- 上海スーパーエクスプレス
- 新日本海フェリー

## た行
- 太平洋海運（東証1・9123）
- 第一中央汽船（東証1・9132）
- 玉井商船（東証スタンダード・9127）
- 津エアポートライン
- 鶴見サンマリン
- 東栄リーファーライン（JASDAQ・9133）
- 東海汽船（東証スタンダード・9173）
- 東京汽船
- 東京船舶
- 東京湾フェリー
- 東興海運
- トヨフジ海運

## な行
- 奈雅井
- 南海フェリー
- 日産専用船
- 日正汽船
- 日鉄物流
- 日本クルーズ客船

## は行
- 阪九フェリー
- フェリーさんふらわあ
- 福山海運
- フジトランスコーポレーション

## ま行
- 三菱鉱石輸送
- 名港海運
- 明海グループ（東証スタンダード・9115）
- 名門大洋フェリー